# Punizioni corporali in famiglia

Le punizioni corporali inflitte dai genitori sono vietate in 21 stati. Verde: punizioni corporali vietate. Blu: punizioni corporali vietate solo se inflitte da docenti o collaboratori scolastici. Rosso: punizioni corporali non vietate.

Per punizioni corporali in famiglia in genere si intendono azioni di punizione corporea comminata a un minore da un genitore o un tutore dentro le mura domestiche. Possono includere la sculacciata, lo scappellotto o schiaffi a mano aperta, ma ne sono talora inflitte con oggetti vari come cinture (belting), ciabatte (slippering), bastoni flessibili (caning) o paddle.
In molte culture ai genitori è deferito il compito di insegnare la disciplina ai loro figli e di sculacciarli quando ritenuto più opportuno. Tuttavia l'atteggiamento è cambiato in molti paesi particolarmente nel corso del Novecento; negli Stati Uniti si nota in proposito la pubblicazione nel 1946 del saggio Baby and Child Care, del pediatra Benjamin Spock. Il professionista consigliava ai genitori di trattare i bambini come individui, mentre secondo la più diffusa prassi precedente, si pensava che l'educazione dei figli dovesse focalizzarsi sulla costruzione di una disciplina che potesse rafforzare il loro carattere. Ad esempio, i bambini, anche in tenera età, non dovevano essere raccolti e coccolati quando piangevano, poiché ciò poteva equivalere ad incoraggiarli a crescere come viziati.
Il cambiamento di atteggiamento è stato seguito dalla legislazione: a partire dal 1979 e fino al 2016, 51 paesi in tutto il mondo hanno messo al bando le pene corporali date ai bambini in casa. In Europa 22 paesi hanno vietato tale pratica; in altri invece non è vietata ma comunque considerata controversa. In Africa, Medio Oriente e in molte parti dell'Asia orientale (tra cui Cina, Taiwan, Giappone e Corea), le punizioni corporali date ai propri figli sono legali, pertanto del tutto lecite. A Singapore e Hong Kong punire corporalmente il figlio è legale, anche se non particolarmente incoraggiato come metodo educativo.

## Paesi che hanno abolito le punizioni corporali ai bambini
Le punizioni corporali inflitte ai bambini da parte dei genitori sono illegali nei seguenti paesi:
- Albania - dal 2010
- Austria - dal 1989
- Brasile - dal 2014
- Benin - dal 2015
- Bulgaria - dal 2000
- Cipro - dal 1994
- Costa Rica - dal 2008
- Croazia - dal 1999
- Danimarca - dal 1997
- Finlandia - dal 1983
- Germania - dal 2000
- Grecia - dal 2006
- Honduras - dal 2013
- Islanda - dal 2003
- Israele - dal 2000, quando la Corte Suprema israeliana ha stabilito che le punizioni corporali violano il diritto alla dignità e all'integrità fisica[3]
- Kenya - dal 2010
- Lettonia - dal 1998
- Liechtenstein - dal 2008
- Lussemburgo - dal 2008
- Moldavia - dal 2009
- Norvegia - dal 1987[4] (la corte suprema aveva stabilito nel 2005 che fosse ancora consentito dare uno schiaffo immediatamente dopo la disobbedienza[5].  La legislazione ha abolito questa eccezione nel 2010 e la legge attuale non tollera alcuna violenza fisica commessa contro i figli)[6].
- Nuova Zelanda - dal 2007 quando il Crimes Amendment Act 2007 è entrato in vigore; tuttavia un referendum svolto nell'agosto del 2009 ha mostrato una larga maggioranza contraria al divieto[7]. .Un disegno di legge è stato poi introdotto al Parlamento con lo scopo di rovesciare il divieto, ma non è stato approvato in prima lettura.
- Paesi Bassi - dal 2007
- Paraguay - dal 2016
- Polonia - dal 2010
- Portogallo - dal 2007
- Repubblica del Congo - dal 2010
- Romania - dal 2004
- Sudan del Sud - a partire dal 2011[8]
- Svezia - il diritto dei genitori a sculacciare i propri figli è stato rimosso nel 1966[9]; inoltre è  espressamente e rigidamente proibito dalla legge dal luglio 1979. Durante l'estate del 2011 è stato proposto l'aumento della pena prevedendo carcere e multe elevate per chi violi tale legge.
- Spagna - dal 2007
- Togo - dal 2007
- Tunisia - dal 2010[10]
- Ucraina - dal 2004
- Ungheria - dal 2004
- Uruguay - dal 2007
- Venezuela - dal 2007

In Brasile si sta prendendo in considerazione l'introduzione di una legge che vieti le punizioni corporali.
Le sanzioni variano da paese a paese. In Svezia, ad esempio, le punizioni corporali non necessariamente portano ad una sanzione penale, a meno che non siano riconosciuti gli elementi dell'aggressione.

## Esempi di paesi in cui le punizioni corporali in casa sono ancora perfettamente lecite

La violenza corporale da parte dei genitori non è vietata in nessuno stato degli USA (legenda, vedi la descrizione dell'immagine precedente)

### Australia
In ogni stato e territorio australiano le punizioni corporali dei bambini in ambito domestico sono legali a condizione che siano "ragionevoli", ovvero che non pecchino di eccesso di zelo.
I genitori che agiscono in questo campo in forma eccessiva e sproporzionata alla colpa possono essere accusati di aggressione.
In Tasmania si sta cercando di rivedere le leggi statali in materia, per vietare l'uso di punizioni corporali da parte dei genitori all'interno dell'ambito domestico: la stessa questione è in esame anche in altri stati australiani. Ma un sondaggio del 2002 ha riferito però di come la maggioranza dell'opinione pubblica sia a favore del mantenimento del diritto dei genitori di prendere a schiaffi o sculacciare i propri figli, senza però utilizzare attrezzi; anche se non vi siano a tutto il 2010 leggi contro l'uso di oggetti (paddle (spanking), belting, caning, strapping) per picchiare i figli. La pratica della punizione corporale è considerato pertanto un metodo lecito di correzione.

### Canada
In Canada i genitori possono picchiare i propri figli, ma vi sono comunque diverse restrizioni. Nel 2004 la corte suprema del paese ha confermato in una sua decisione ufficiale l'uso "ragionevole" della forza per insegnar la disciplina ai bambini, respingendo così l'idea di chi sostiene che la sculacciata ed ogni altro tipo di punizioni corporali, anche se in forma moderata, violino i diritti universali del bambino (Dichiarazione dei diritti del fanciullo).
Tuttavia è previsto che la persona che somministra la punizione debba essere un genitore o tutore legale, e in nessun caso è mai consentito ad un insegnante o ad altra persona estranea: anche a un parente diretto (nonni, zii etc) è proibito picchiare il bambino.
La forza dev'essere poi utilizzata in forma correttiva ed educativa, sobria e motivata, che indirizzi il comportamento del bambino ad un reale miglioramento: la punizione fisica deve esprimere perlopiù una disapprovazione simbolica per il comportamento errato del minore, pertanto sempre limitata e controllata. Il bambino deve in tal modo esser messo in grado di beneficiare della correzione, cioè comprenderne i motivi e le ragioni.
L'uso della forza non può mai poi superare la ragionevolezza data dalle circostanze, né provocare lesioni personali durature. L'uso di oggetti oltre alle mani nude è nocivo e illegale.

### Regno Unito
In tutto il Regno Unito le punizioni corporali in famiglia sono assolutamente legali ed ammesse, non devono però lasciare segni visibili duraturi sul corpo; in Scozia a partire dal 2003 è diventato illegale utilizzare strumenti diversi dalla mano aperta per picchiare i bambini. Ma è stata discussa anche la possibilità d'una sua totale abolizione.
In un sondaggio svolto nel 2004 risulta che il 71% degli intervistati era contrario alle punizioni corporali e sosterrebbe pertanto un divieto di prendere a schiaffi o sculacciare bambini e ragazzi adolescenti.
Questo anche se poi in un sondaggio successivo di due anni dopo lo stesso 70% ha detto di praticare in casa punizioni corporali contro i figli con l'ausilio di attrezzi (paddle (spanking), belting), credendo che un qualsiasi divieto potrebbe causare un netto peggioramento nel comportamento dei bambini.
Nel 2012 un ennesimo sondaggio popolare ha rivelato che il 63% dei britannici esprime la sua contrarietà ad un eventuale divieto per i genitori inglesi di poter picchiare i propri figli.

### Stati Uniti
Nonostante qualche sporadica opposizione all'uso di metodi di punizione corporale, la sculacciata è legale ovunque negli USA. Divieti e limitazioni sono state proposte in Massachusetts e California contro ogni forma di violenza fisica correttiva nei confronti dei bambini, anche da parte dei genitori, ma in entrambi i casi sono state pesantemente sconfitte.
La legittimità delle punizioni corporali in famiglia negli Stati Uniti è in genere stabilita all'interno del diritto d'ogni stato con le eccezioni riguardanti la violenza in generale, lesioni aggravate, la violenza domestica e/o gli abusi sui minori: queste leggi solitamente stabiliscono che nessun crimine è stato commesso quando certe azioni punitive corporali vengono applicate ad un minore da uno dei genitori di quel bambino o dal suo tutore legale.
Tuttavia il linguaggio di tali pronunciamenti rimane spesso sul vago, e la linea di demarcazione tra la punizione corporale consentita in famiglia e ciò ch'è legalmente definito come abuso varia da stato a stato, oltre a non esser sempre chiara (le leggi permettono generalmente "l'uso ragionevole della forza" e "le punizioni corporali non eccessive".
Ad esempio di ciò, due differenti articoli della legislazione del Minnesota permettono a genitori e insegnanti di picchiare figli e studenti come forma disciplinare con la creazione di eccezioni esplicite inserite nello statuto a difesa dei minori riguardanti lo stato di abuso: viene cioè consentita la "ragionevole e moderata disciplina fisica"; nel 2008 inoltre la suprema corte ha stabilito che prendere a sculacciate un bambino è del tutto legittimo e non può in alcun caso costituire un abuso. La sentenza ha dichiarato che "picchiare un figlio come forma di educazione non può esser equiparato alla violenza fisica volontaria... chiaro è che il legislatore non ha intenzione di vietare le punizioni corporali": il caso riguardava un uomo che aveva colpito per ben 36 volte il figlio dodicenne con una paletta in acero (paddle (spanking)) e che è stato dichiarato innocente.
Vi possono esser poi conseguenze riguardo all'utilizzo delle punizioni corporali che operano al di fuori del vero e proprio sistema giudiziario; questo di solito assume la forma del regolamento del dipartimento della salute, compresa l'agenzia governativa Child Protective Services che opera su segnalazioni inviate da organi competenti ma anche da inchieste giornalistiche ad esempio.
Pertanto certe lesioni visibili insieme con la testimonianza del bambino e la relazione d'uno psicologo può innescar un'inchiesta obbligatoria di abuso su minori alle agenzie preposte; tali organismi operano sulle definizioni di abuso sui minori stilate e fornite dal dipartimento sanitario dello stato (e che son spesso molto differenti dalle eccezioni previste dal codice penale) ed hanno facoltà e potere d'indagare sui casi specifici con propri agenti, come assistenti sociali.
Se l'agenzia determina che si sia effettivamente verificato un abuso, posson esser intraprese immediatamente certe azioni anche senza il coinvolgimento di polizia o tribunali: questi posson includer l'ammonizione del genitore e l'inserimento del suo nome nel database dell'agenzia o addirittura la rimozione immediata del bambino dalla casa dei genitori. Se le punizioni corporali causano un pericolo immediato di morte, l'adulto riconosciuto responsabile del fatto può esser arrestato ed accusato di omicidio.
La razza, il sesso e la classe sociale sembrano essere un fattore significativo per il giudizio dato sopra le punizioni corporali all'interno della famiglia: gli afroamericani sono in genere mediamente più favorevoli all'uso della forza contro i figli rispetto a quanto lo siano i bianchi. I ragazzi hanno più probabilità di essere sculacciati o frustati di quanto lo siano le ragazze e le punizioni corporali inflitte ai figli maschi tendono ad essere più severe ed aggressive di quelle inflitte alle figlie femmine; questo nonostante il fatto che alcune ricerche suggeriscano che le punizioni corporali siano più controproducenti per gli adolescenti maschi rispetto a quanto non lo siano per le femmine.
I genitori della classe media tendono a somministrare punizioni corporali in numero maggiore rispetto ai loro omologhi sopra di loro nella scala socioeconomica; i genitori delle classi sociali più indigenti e disagiate tendono infine a farlo con molta maggior frequenza rispetto agli altri, inoltre nelle famiglie composte da membri di colore i figli vengono frustati molto più spesso e severamente che in quelle bianche.

## Sull'efficacia delle punizioni corporali in casa
I pareri sono divergenti riguardo alla considerazione se la sculacciata sia più utile o dannosa sul comportamento futuro del bambino. L'accettabilità e l'efficacia d'essa da parte della popolazione varia molto da luogo a luogo: ad esempio negli Stati Uniti e nel Regno Unito l'accettazione sociale nei confronti delle punizioni corporali sui bambini conserva una posizione di netta maggioranza (da un minimo del 60% fino ad un massimo dell'80% di favorevoli).
In Svezia, prima del divieto del 1979, più della metà della popolazione considerava il castigo fisico una parte necessaria per la buona educazione dei figli; negli anni '90 la percentuale che riteneva questo fatto accettabile s'era più che dimezzata.
D'altra parte molti ricercatori scientifici ed organizzazioni a difesa dei più piccoli vi si oppongono strenuamente. Alcuni studi hanno suggerito che in realtà non giova affatto al bambino essere picchiato dopo aver commesso un guaio, ed anzi può favorire lo sviluppo di situazioni problematiche quali aggressività e violenza contro i coetanei, ansia e problemi psicologici, abuso di sostanze (alcol e droga).
Alcuni ricercatori si sono dimostrati critici o quantomeno scettici nei confronti di tali studi, considerandoli scientificamente infondati, sottolineandone i difetti metodologici nel modo in cui sono stati condotti, nonché le conclusioni tratte. Tuttavia, uno studio comparato svolto dalla Tulane University nel 2010 ha concluso che l'essere picchiati produce effetti decisamente negativi sui bambini, avendo molta più probabilità di diventar poi a loro volta adulti aggressivi e violenti nei confronti di donne e bambini.

## Differenti punti di vista ed opinioni dei genitori circa le punizioni corporali

### La punizione corporale e la religione
Alcuni dei sostenitori delle punizioni corporali e di coloro che le utilizzano lo fanno per ragioni ideologiche e/o religiose. L'eminente teologo cristiano Douglas Wilson si appella e mette in causa nientemeno che il testo sacro (Bibbia): "Chi risparmia il bastone odia suo figlio, ma chi lo ama si preoccupa della sua disciplina" (Libro dei Proverbi 13:24). Questo per sostenere che la punizione corporale inflitta ai figli è un assoluto dovere, del tutto legittimo anche e, a suo dire, "lo studio biblico è costituito da molto più che dalla semplice sculacciata". Lo stesso studioso sottolinea inoltre che il versetto 3:12 del libro dei proverbi "Il Signore corregge coloro che ama, così come un padre punisce i figli" è molto autorevole in quanto citato poi anche nel Nuovo Testamento, e più precisamente nella Lettera agli Ebrei.
Anche se alcuni cristiani sono soliti utilizzar il castigo fisico per motivi rigorosamente religiosi, la Commissione europea dei diritti dell'uomo ha respinto immediatamente il ricorso avviato da genitori svedesi nel 1982, i quali affermavano che il divieto di picchiare i figli era lesivo e violava il loro diritto e dovere rispetto alla vita familiare e alla loro libertà religiosa.
Il Commissario dei diritti umani del Consiglio d'Europa sostiene che: "l'opposizione anche molto forte a vietare le punizioni corporali si concentra in certi gruppi appartenenti a minoranze religiose, citando testi i quali a loro giudizio danno il diritto e persino il dovere di educare i loro figli attraverso la violenza fisica, picchiandoli e malmenandoli. Mentre la libertà di credo religioso dev'esser in ogni caso rispettata, tali vere o presunte credenze non posson in alcun modo giustificare le pratiche che violino i diritti degli altri, compresi i diritti inalienabili del bambino al rispetto della propria integrità fisica e dignità umana".

## Organizzazioni e studi che si oppongono alle punizioni corporali
Numerose organizzazioni che hanno come scopo la salute ed il benessere dei bambini, o semplicemente studi inerenti all'efficacia delle punizioni corporee sull'insegnamento delle disciplina e al loro effetto sulla psiche del bambino, si sono quasi sempre dichiarate contro, o parzialmente contro, le punizioni corporali; tra cui:

### Organizzazioni internazionali
- L'UNESCO consiglia che le punizioni corporali vengano proibite in scuole, case e istituzioni come forma di disciplina. Inoltre dichiara che si tratta di una violazione dei diritti umani, controproducente, inefficace, pericolosa e dannosa per i bambini.
- Save the Children si oppone a tutte le forme di punizioni corporali sui bambini.

### Studi
- L'Australian Psychological Society afferma che le punizioni corporali date ai bambini non solo siano dei metodi inefficaci per scoraggiare comportamenti indesiderati, ma li istighino. In più non riescono a far capire al bambino un comportamento alternativo desiderabile.
- La Canadian Paediatric Society dopo una ricerca sulla sculacciata ha concluso che provochi esiti negativi. I medici la sconsigliano come metodo educativo.
- Il Royal College of Paediatrics and Child Health si oppone all'utilizzo della sculacciata. Aggiunge anche che la punizione corporale è inaccettabile in ogni circostanza.
- L'American Academy of Pediatrics ritiene che la punizione corporale possieda molti effetti negativi e limitatamente benefici. Raccomanda l'uso di altre forme di disciplina per la gestione della maleducazione/disobbedienza.
- Nel 1996 la Consensus Conference AAP ha concluso che non si dovrebbero mai sculacciare bambini sotto i due anni di età; può essere efficace per bambini in età prescolare in combinazione con la correzione verbale. Non dovrebbe essere usata verso i bambini più grandi e gli adolescenti.
- La National Association of Social Workers si oppone all'utilizzo di punizioni corporali nelle case, scuole e tutte le altre istituzioni dove si curino ed educhino i bambini.
- In modo chiaramente intuibile, la storia delle correnti di pensiero e letterarie rendono chiaro il fatto che il dialogo sia nettamente più efficace e dignitoso per un genitore rispetto all’impiego delle mani in sostituzione all’argomentazione. Già figure di rilievo come Quintiliano e Dhuoda o l’Ulisse dantesco rendono chiara la superiorità dell’argomentazione rispetto ai castighi fisici.